# Colophorina yemenica
Colophorina yemenica är en insektsart som beskrevs av Burckhardt och Van Harten 2006. Colophorina yemenica ingår i släktet Colophorina och familjen rundbladloppor. Inga underarter finns listade i Catalogue of Life.